# Unfredo di Montescaglioso
Unfredo di Montescaglioso (1045 circa – 1095 circa), erroneamente ritenuto conte di Montescaglioso.

## Biografia
Definito più volte "Normannorum genere ortus", secondo i documenti proposti dal Tansi, Unfredo (o Umfredo) de Monte Scabioso è figlio di Roberto di Montescaglioso e di Amelina, figlia di Belgrano, Signore di Brindisi.
 
Sottoscrisse un diploma del gennaio 1065 (un documento ritenuto 'falso') per la concessione della chiesa di S. Maria in Platea all'abbazia di Montescaglioso.
 Il Tansi attesta, inoltre, Unfredo in altri tre documenti (ottobre 1077, febbraio 1082 e gennaio 1083, rispettivamente n.III, IV, V dell'Appendice).
Dal matrimonio con la zia, Beatrice, sorella del padre (Beatrix, Umfredi Uxor, Soror, vel filia Roberti Caveosani), nacquero cinque figli:
- Rao,[2] o Rodolfo Maccabeo: sposa Emma figlia del conte Ruggero (†1119). Da cui nacquero: Ruggero († 1114), Adelicia e, Giuditta.[3]
- Adelicia: sposa Iordanus (†1099)
- Goffredo (1082 - m.1097) o Godofredo, nato intorno al 1060 succeduto al padre. Segue il principe di Taranto Boemondo d'Altavilla in "Terra Santa" partecipando alla 1ª Crociata, forse in cerca di un feudo più vasto in Oriente. È morto in battaglia prima della caduta di Gerusalemme (1099), nella battaglia di Dorylaeum (1 luglio 1097).
- Guidelmo (1099)[3]
- Roberto (1099)[3]

L'ultima sua traccia risalirebbe all'ottobre 1092 (Tasi, n.VIII, pp. 138–140).
Non va confuso con Umfredo d'Altavilla.